# 阪急5100系電車
阪急5100系電車（はんきゅう5100けいでんしゃ）は、1971年（昭和46年）から製造された阪急電鉄（以下「阪急」）の通勤形電車である。 
本記事では解説の便宜上、大阪梅田方先頭車＋F（Formation＝編成の略）を編成名として記述（例：5128以下8両編成＝5128F, 5102以下6両編成＝5102F）する。中間に組み込まれている先頭車は基本的に考慮しない。
また、能勢電鉄に譲渡された能勢電鉄5100系電車についても記述する。

## 概要
神戸線用の架線電圧1,500V専用車5000系、5000系の試作冷房搭載車5200系に続く、本格的冷房搭載車として製造された形式である。冷房車を各線均等に配置するためにそれまで神戸線、宝塚線（神宝線）系統の車両と京都線系統の車両とで異なっていた機器類の規格が極力統一され、全線での運行に配慮した設計となっている。1979年までに90両が製造された。
形式は当初「6000系」となる予定であった。しかし京都線で運用する計画が明らかになった際に、大阪市交通局60系の6000番台との番号の競合を京都線の運転担当部署が問題視したため、急遽5000番台で空き番の「5100系」が付番された。後に5100系は神宝線に集められ、京都線には5300系が投入されている。
従来「X100系」は最高速度が低かった宝塚線用の低速仕様車が付されていた形式であったが、この形式は上記の経緯から意味が異なっている。なお、阪急はこれ以降宝塚線用に専用形式を建造していない。

## 仕様

### 車体

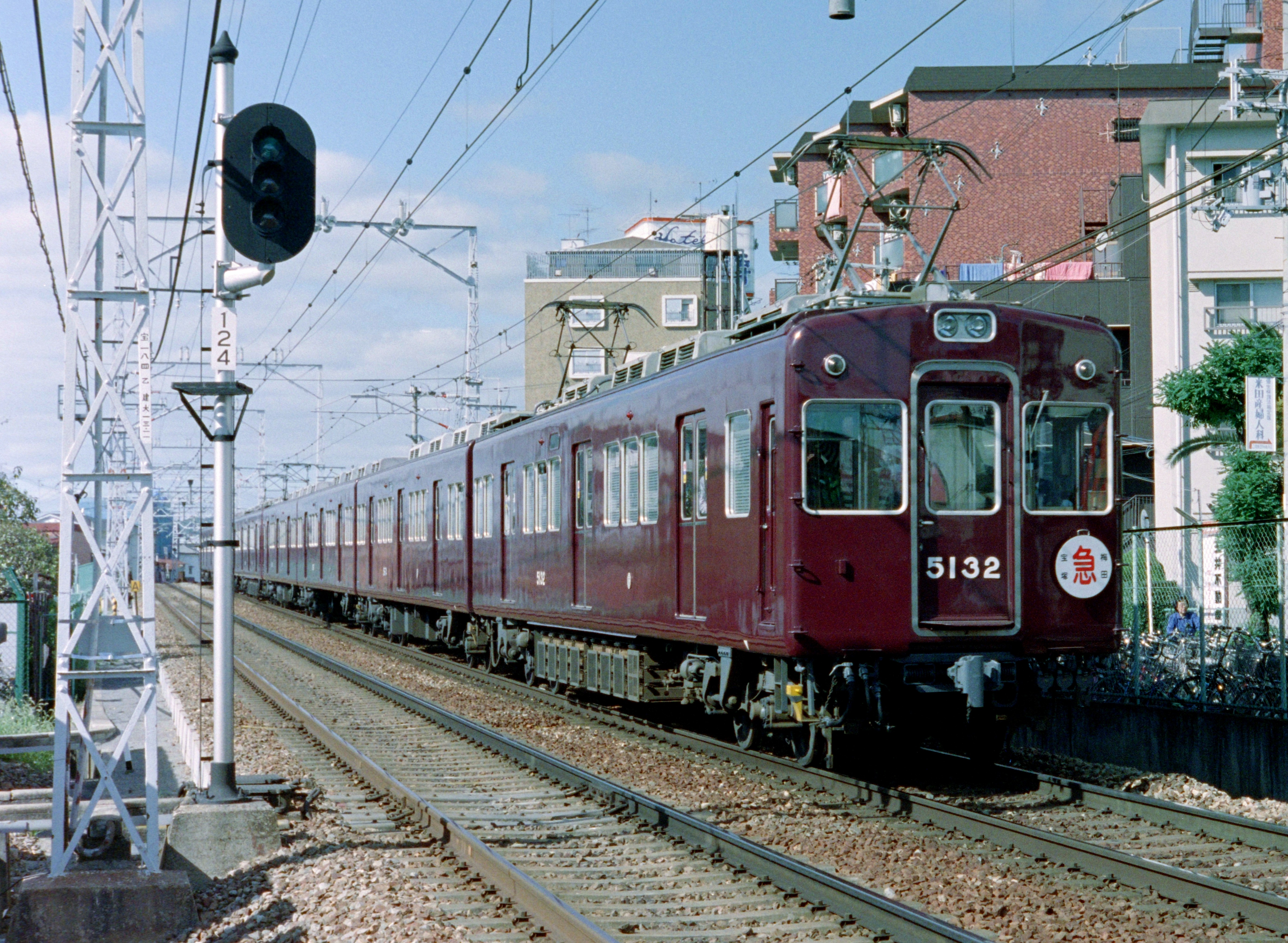
方向幕設置前の5100系

基本的な車体構造は2000系以来のものを引き継いでいる。屋根高さが5200系と比較して50mm低くなり、レール面上3,630mmとなった。これに対し屋根肩の高さは55mm上げられ、車体中央部が若干突き出ていた5200系と比較して平たい屋根形状となっている。

### 主要機器
冷房装置は5200系と同一の集約分散式（形式：RPU2202形）で、冷却能力は1機あたり8000kcal/h。1両に4機を搭載する。
制御機器には5000系5040で試用されたICを多用した3重系論理回路が本格採用されており、無接点化による保守の簡便化が図られている。床下機器配置は神宝線と京都線で空気関係と電気関係が逆であったが、5100系では不燃化対策上有利な京都線方式に統一され、空気関係を浜側、電気関係を山側に配置した。
主電動機の出力は140kWで、10両編成で6M4Tと電動車比率が高くなることを考慮し、5000系・5200系の170kWよりも低くされている。使用線区で最高速度が異なるため、定格速度も5000系・5200系の63km/hに対し、5100系では42km/hと低めに設定されている。一方で弱め界磁制御を24%までの広範囲で行い、歯車比も神戸線の従来車と同じ比率にして高速域での性能を確保し、全線での使用を可能とした。
台車は5200系と同じS形ミンデン式空気ばね台車で、電動台車がFS-369A、付随台車がFS-069Aである。
パンタグラフは阪急初の下枠交差式である。当初の車両は1両あたり1基搭載であったが、1973年以降に製造された5132 - 5138・5146・5148は、離線防止のため5300系と同じく2基搭載に変更された。
先頭部の連結器は自動連結器が基本であるが、3両・4両ユニットの中間先頭車には密着連結器を装備していた。神戸線の5000系・5200系の連解用と同じ仕様であった。

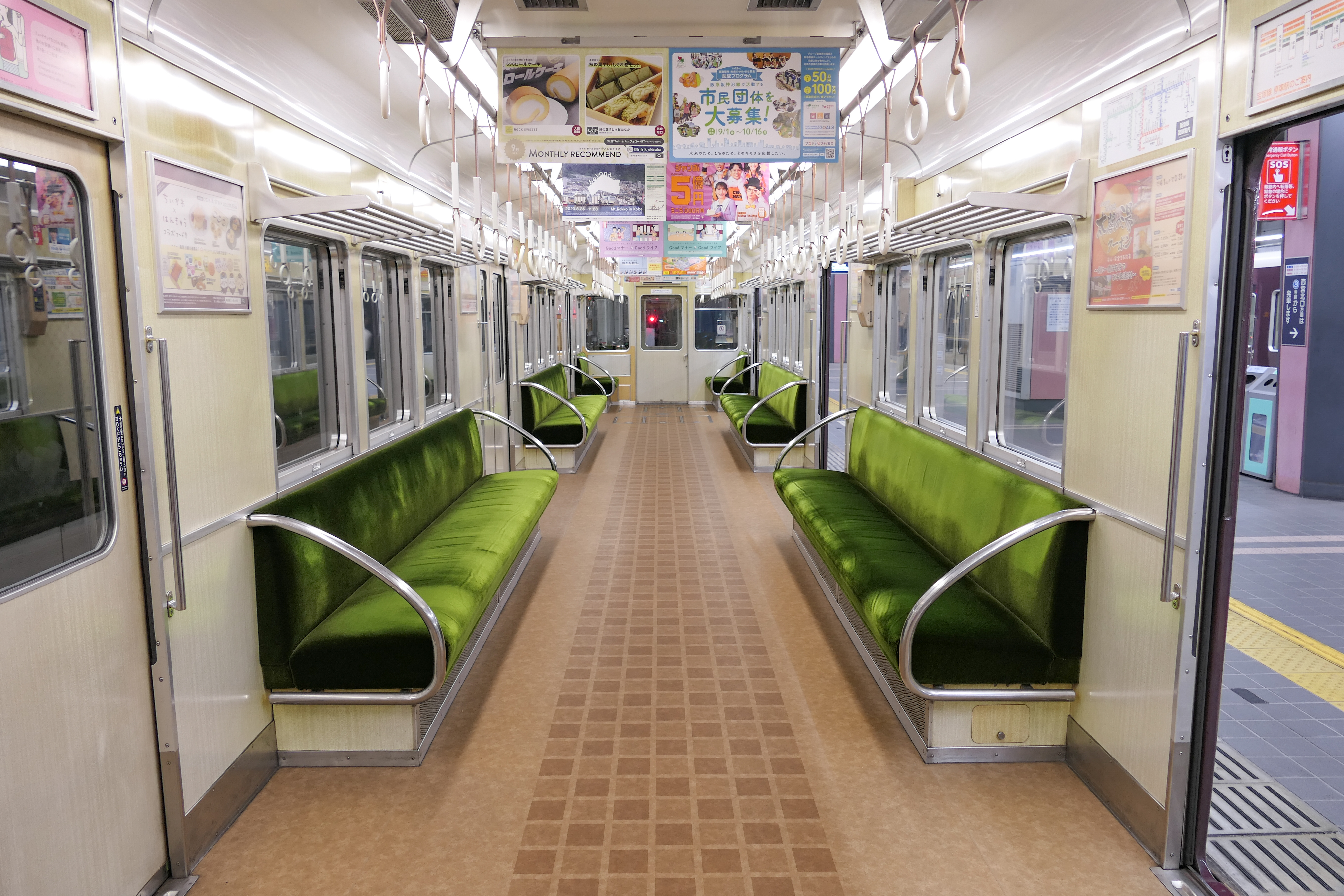
車内
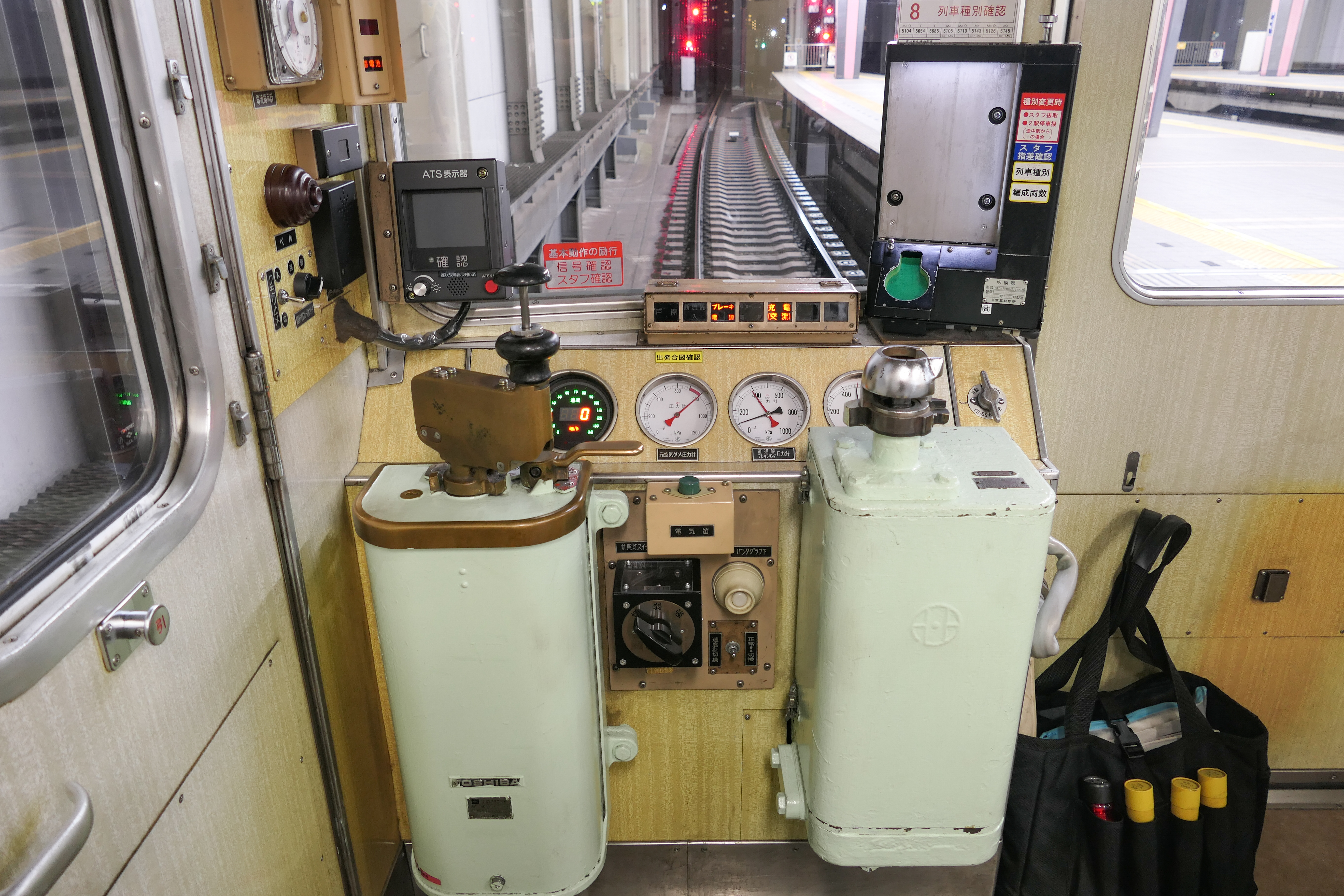
運転台

## 形式
5100系では編成両端に電動車を配し、中に付随車を挟み込んだ編成を基本としている。5100系では先頭車はすべて電動車、中間車はすべて付随車とされたため、製造形式は2形式と少なくなっている。
5100形（偶数番号車はMc・奇数番号車はM'c）
制御電動車。偶数・奇数で区分される変則的な形となり、偶数番号車（5100, 5102…）はパンタグラフと主制御器、奇数番号車（5101, 5103…）は電動発電機 (MG) と圧縮機 (CP) を搭載し、互いにユニットを組んでいる。
書籍などによっては他形式に合わせて奇数番号車を「5101形」と別形式扱いで紹介している場合もある。
2017年9月に制定された新形式呼称では、偶数番号車は「Mc5100形」、奇数番号車は「Mc5101形」と区別して扱われる。
5650形（T・To）
付随車。偶数番号車（5650, 5652…）はMGを搭載した。
MG搭載車の需要から偶数番号車の方が多く造られており、5687・5689・5691が欠番（製造は5692までの40両）となっている。
新形式呼称では、オリジナルの5650形は「T5650形」、5100形の電装解除車（後述）は「T5650-1形」と区分される。2021年以降は、ハイフン以下の区分は廃止された。

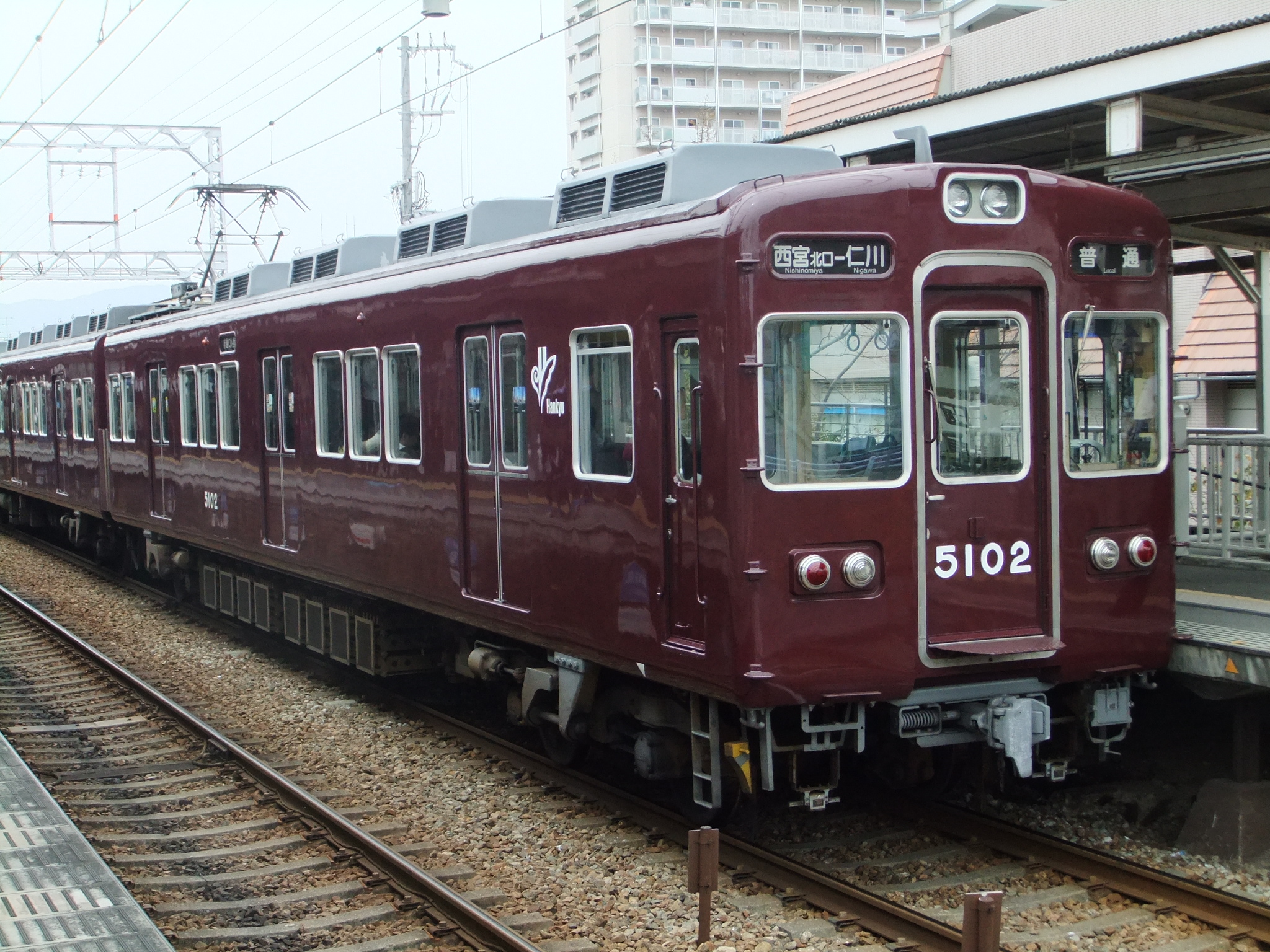
5100形偶数車（パンタグラフ1基）
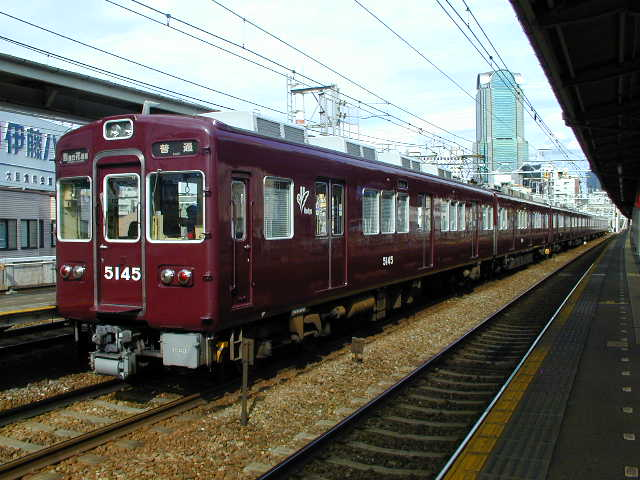
5100形奇数車（電気連結器装備）
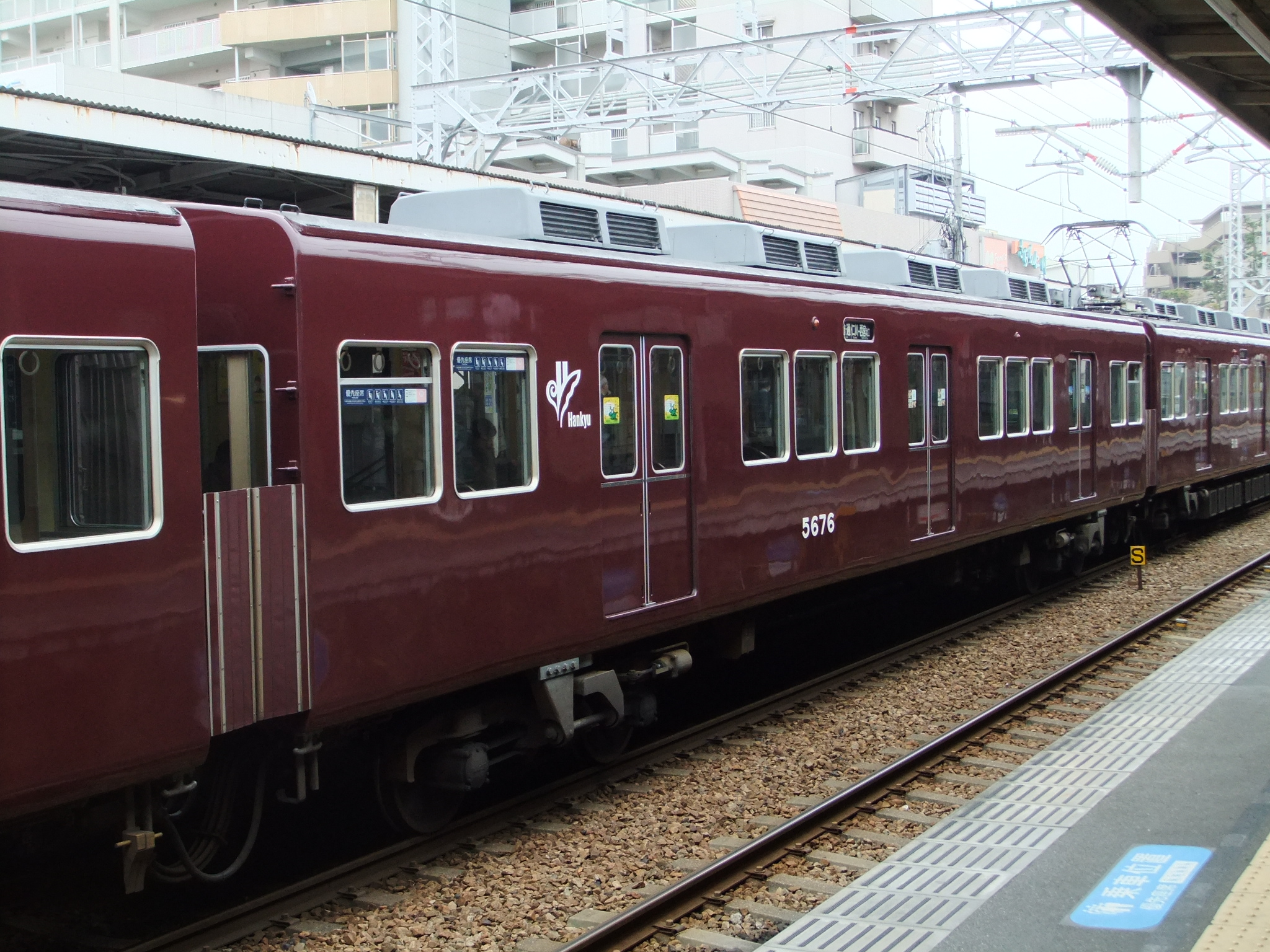
5650形（当初からの中間車）

## 製造
当初、先頭車の車両番号下2桁は、製造順ではなく、4両編成で投入された車両は00から、3両編成で投入された車両は20から、2両編成で投入された車両は40から付番されていたが、5132F以降そのルールは崩れている。これらの組合せで6 - 8両編成が組まれているが、編成替えによって3両編成はすべて2両か4両編成に組成変更され現存しない。
| ← 大阪神戸・宝塚・京都 → | ← 大阪神戸・宝塚・京都 → | ← 大阪神戸・宝塚・京都 → | ← 大阪神戸・宝塚・京都 → | ← 大阪神戸・宝塚・京都 → | ← 大阪神戸・宝塚・京都 → | ← 大阪神戸・宝塚・京都 → | ← 大阪神戸・宝塚・京都 → | 竣工           | 新製配置 |
| Mc                       | T                        | T                        | M'c                      | Mc                       | T                        | M'c                      |                          |                |          |
| 5100                     | 5650                     | 5651                     | 5101                     | 5120                     | 5670                     | 5121                     |                          | 1971年7月1日   | 京都     |
| 5102                     | 5652                     | 5653                     | 5103                     | 5122                     | 5672                     | 5123                     |                          | 1971年7月1日   | 宝塚     |
| 5104                     | 5654                     | 5655                     | 5105                     | 5124                     | 5674                     | 5125                     |                          | 1971年7月1日   | 京都     |
| Mc                       | T                        | T                        | M'c                      | Mc                       | T                        | T                        | M'c                      |                |          |
| 5106                     | 5656                     | 5657                     | 5107                     | 5112                     | 5662                     | 5663                     | 5113                     | 1971年8月8日   | 宝塚     |
| 5108                     | 5658                     | 5659                     | 5109                     | 5114                     | 5664                     | 5665                     | 5115                     | 1971年11月4日  | 宝塚     |
| Mc                       | M'c                      | Mc                       | M'c                      | Mc                       | T                        | T                        | M'c                      |                |          |
| 5140                     | 5141                     | 5142                     | 5143                     | 5110                     | 5660                     | 5661                     | 5111                     | 1971年7月30日  | 宝塚     |
| Mc                       | M'c                      | Mc                       | T                        | M'c                      |                          |                          |                          |                |          |
| 5144                     | 5145                     | 5126                     | 5676                     | 5127                     |                          |                          |                          | 1971年11月15日 | 京都     |
| Mc                       | T                        | M'c                      | Mc                       | T                        | T                        | M'c                      |                          |                |          |
| 5128                     | 5678                     | 5129                     | 5116                     | 5666                     | 5667                     | 5117                     |                          | 1972年5月14日  | 神戸     |
| Mc                       | T                        | M'c                      |                          |                          |                          |                          |                          |                |          |
| 5130                     | 5680                     | 5131                     |                          |                          |                          |                          |                          | 1972年5月27日  | 神戸     |
| Mc                       | T                        | T                        | M'c                      |                          |                          |                          |                          |                |          |
| 5118                     | 5668                     | 5669                     | 5119                     |                          |                          |                          |                          | 1972年5月31日  | 宝塚     |
| Mc                       | T                        | T                        | M'c                      | Mc                       | T                        | M'c                      |                          |                |          |
| 5132                     | 5682                     | 5671                     | 5133                     | 5134                     | 5684                     | 5135                     |                          | 1973年2月1日   | 神戸     |
| Mc                       | T                        | T                        | M'c                      | Mc                       | T                        | T                        | M'c                      |                |          |
| 5136                     | 5686                     | 5673                     | 5137                     | 5138                     | 5688                     | 5675                     | 5139                     | 1973年3月24日  | 宝塚     |
| 5146                     | 5690                     | 5677                     | 5147                     | 5148                     | 5692                     | 5679                     | 5149                     | 1974年7月23日  | 宝塚     |

1977年以降の増備車は、増結用付随車のみである。MGのない奇数車5687、5689、5691は欠番のままとなった。
| ← 大阪 | 竣工         | 新製配置 |
| T      |              |          |
| 5681   | 1977年1月4日 | 宝塚     |
| 5683   | 1977年1月4日 | 宝塚     |
| 5685   | 1979年2月8日 | 宝塚     |

## 改造工事等

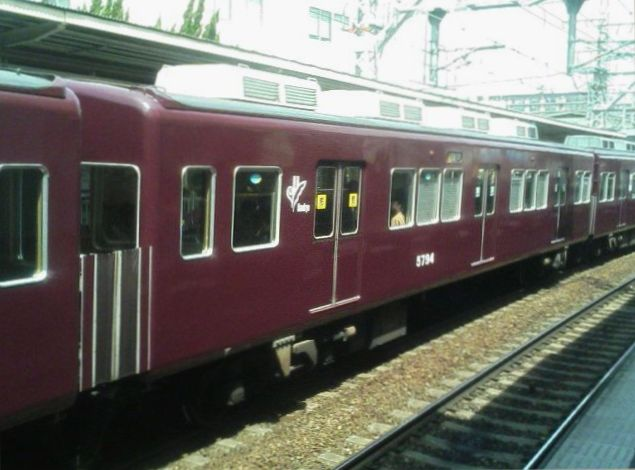
5650形化改造車(5100F組込)
運転台跡が向き合う形で連結されている

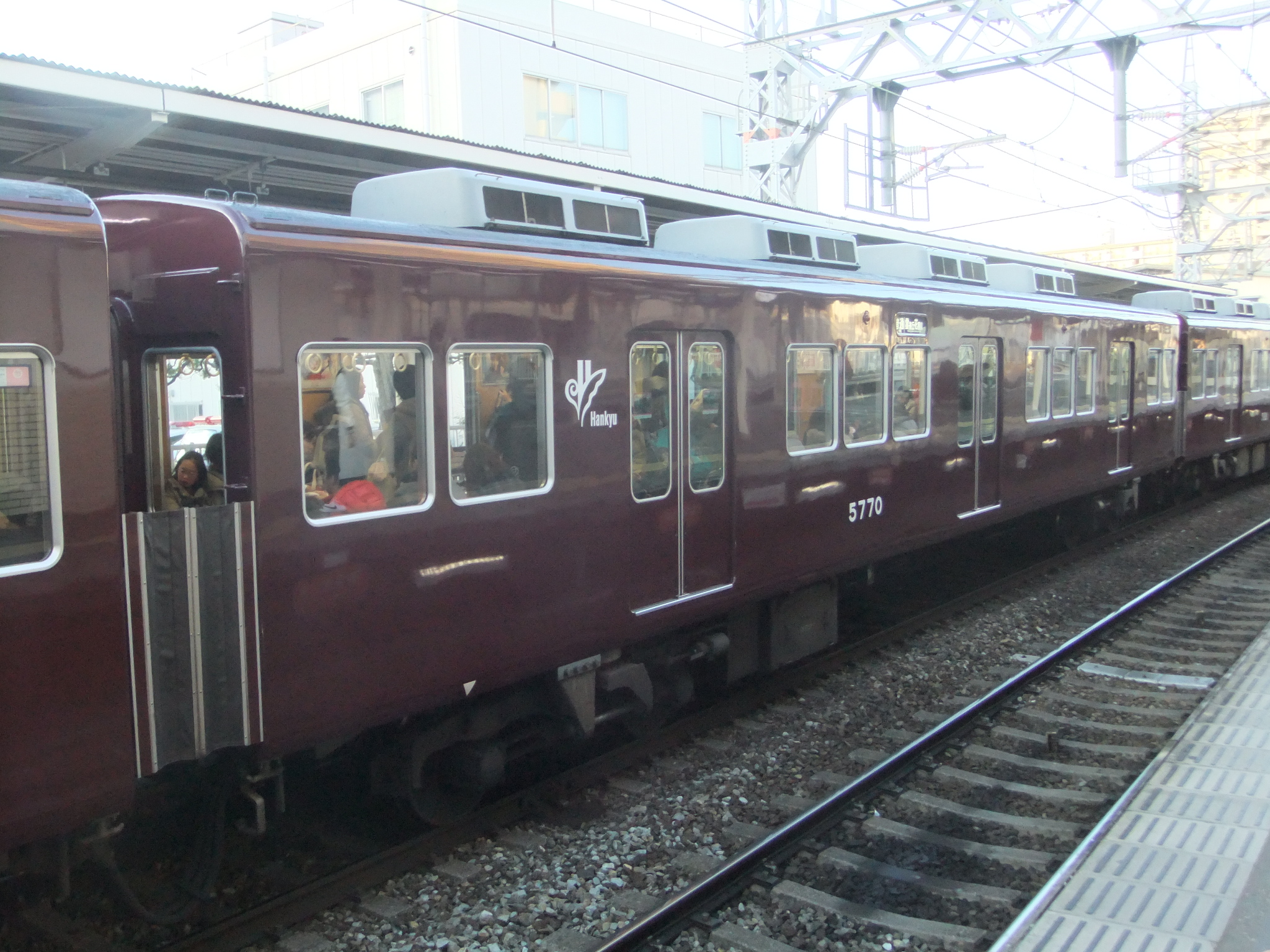
完全に中間車形態に改造された5770号車(5128F組込)

### 方向幕設置
1986年より方向幕が設置された。前面上部の標識灯2灯は撤去され、2200系に準じ窓下に種別灯と尾灯が別々に計4灯新設された。この工事は5146Fより始まり1993年の5132Fをもって終了した。中間に組み込まれた先頭車の大半は、前面の工事はされなかったが、5132Fは中間に組み込まれた先頭車の前面にも工事が行われ、箕面線の4両編成運用を可能とした。また、中間に組み込まれた先頭車の連結器は6000系と同一のものに変更された。

### 更新・改造工事
1991年より、老朽化した60kVAのMGが、廃車となった2000系から取り外された120kVAのMGに順次交換されている。5100形奇数車のMGを増強し、付随車5650形偶数車のMGは順次撤去され、2005年をもって阪急内から60kVAMGが消滅した。最後まで旧式MGを搭載していたのは5128Fである。
5120・5128は、阪神・淡路大震災で破損したパンタグラフの代替品を捻出するため、パンタグラフがシングルアーム式に交換されている。交換は1996年3月に施工された。
2001年に2度目の車体更新を受けた5136Fは、旅客案内サービス向上のため車内の各ドア横にLED式電光表示機が千鳥配置で1両に3箇所設置されたほか、妻面の化粧板が6000系以降と同様に天井側も木目化された。

### 5000系への編入
2001年に5000系のリニューアル工事が開始されると、組み込まれていた2000系・2071系の代替として、5100系の以下17両が中間付随車として5000系に編入された。制御電動車の5130も電装解除・完全中間車化改造の上で5000系の5570となり、5000Fに組成された。
- 5010F:5660・5661 → 5580・5581
- 5008F:5668・5669 → 5588・5589
- 5006F:5666・5667 → 5586・5587
- 5012F:5662・5663 → 5582・5583
- 5004F:5664・5665 → 5584・5585
- 5001F:5681 → 5591
- 5000F:5130・5670・5680 → 5570・5590・5593
- 5002F:5652・5653・5672 → 5572・5573・5592

5112は、5000系リニューアルによる車両供出を伴う組み換えで2006年3月から休車になった後、7300系7320Fの大規模リニューアルを前にモックアップとして2007年9月に前面を改造していた。2014年2月14日付で廃車となっている。

### 大規模工事

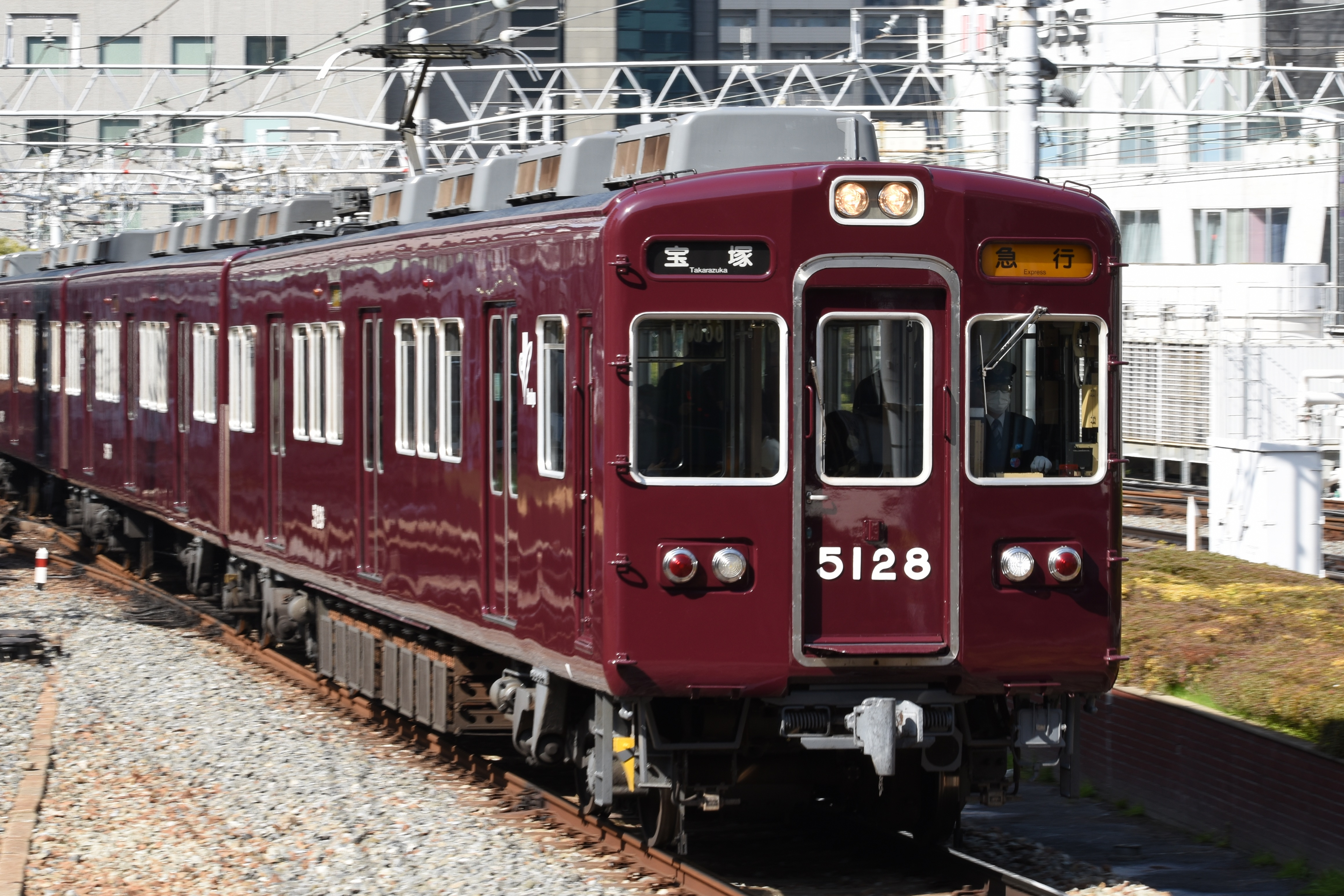
リニューアルされた5128
（シングルアームパンタグラフ1基）

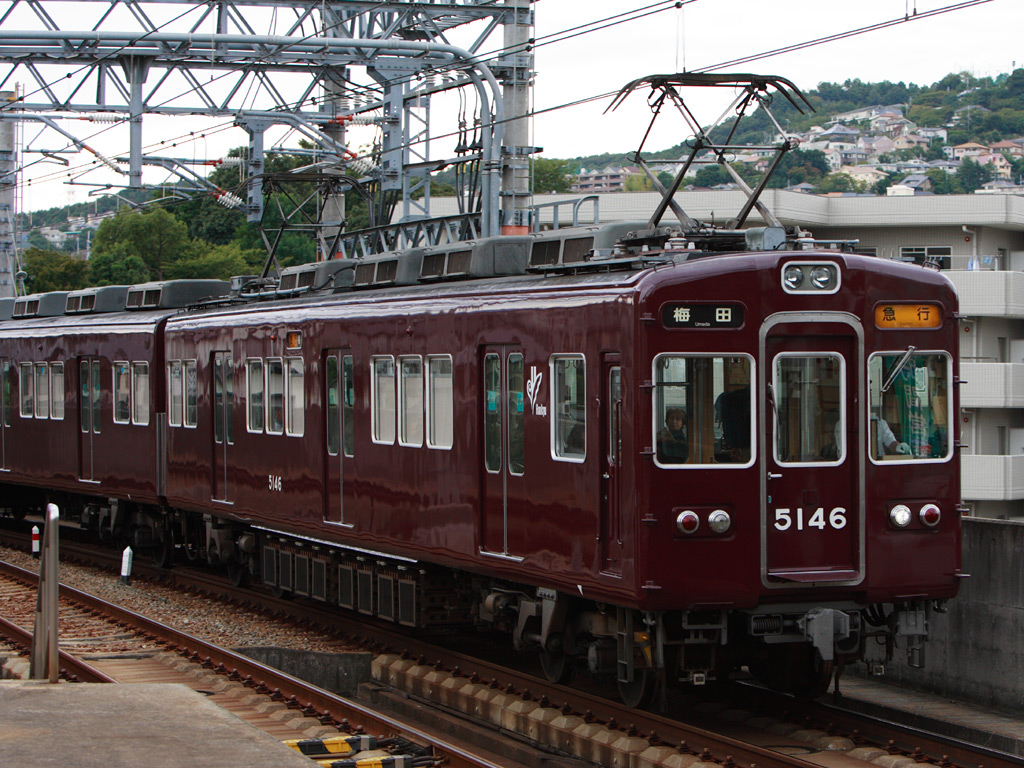
リニューアルされた5146
（下枠交差型パンタグラフ2基）

2004年より5000系に準じ内装を中心としたリニューアル工事（大規模工事）が実施され、2004年3月に5146Fが、2005年9月には5128Fが施工を受けている。
客用扉の窓を下方に拡大、ドア部と妻面の化粧板をこげ茶色のものに、クーラーカバーを鉄製からFRP製に、標識灯を白色のHID灯に交換、荷棚とコンプレッサを交換、扉開閉予告灯とチャイムを設置、車内の検査標廃止といった内容の追加がなされ、保守性の向上とバリアフリー対策が徹底された。また、同時に床材が着席マナーの遵守を促す意味で中央部にタイル状の模様が入るものとなっている。さらに、LED式車内案内表示器が設置されたほか、大阪梅田方から1・3・5・8両目に車椅子スペースが設置されている。
このほか、大規模工事とは別に随時冷房装置の強化、前照灯のLED化が行われている。

### 電装解除・運転台撤去
2005年2月、5144・5111の2両が電装解除と運転台撤去工事を受け、5794・5761となっている。同年9月の5128Fの大規模工事では、同時に5120・5129の2両が電装解除と運転台撤去工事を受け、5770・5779に改番された。この2両は運転台撤去跡が完全な中間車形態に改造されている。5120のシングルアームパンタグラフは、同じ編成の5140に移設された。

## 運用

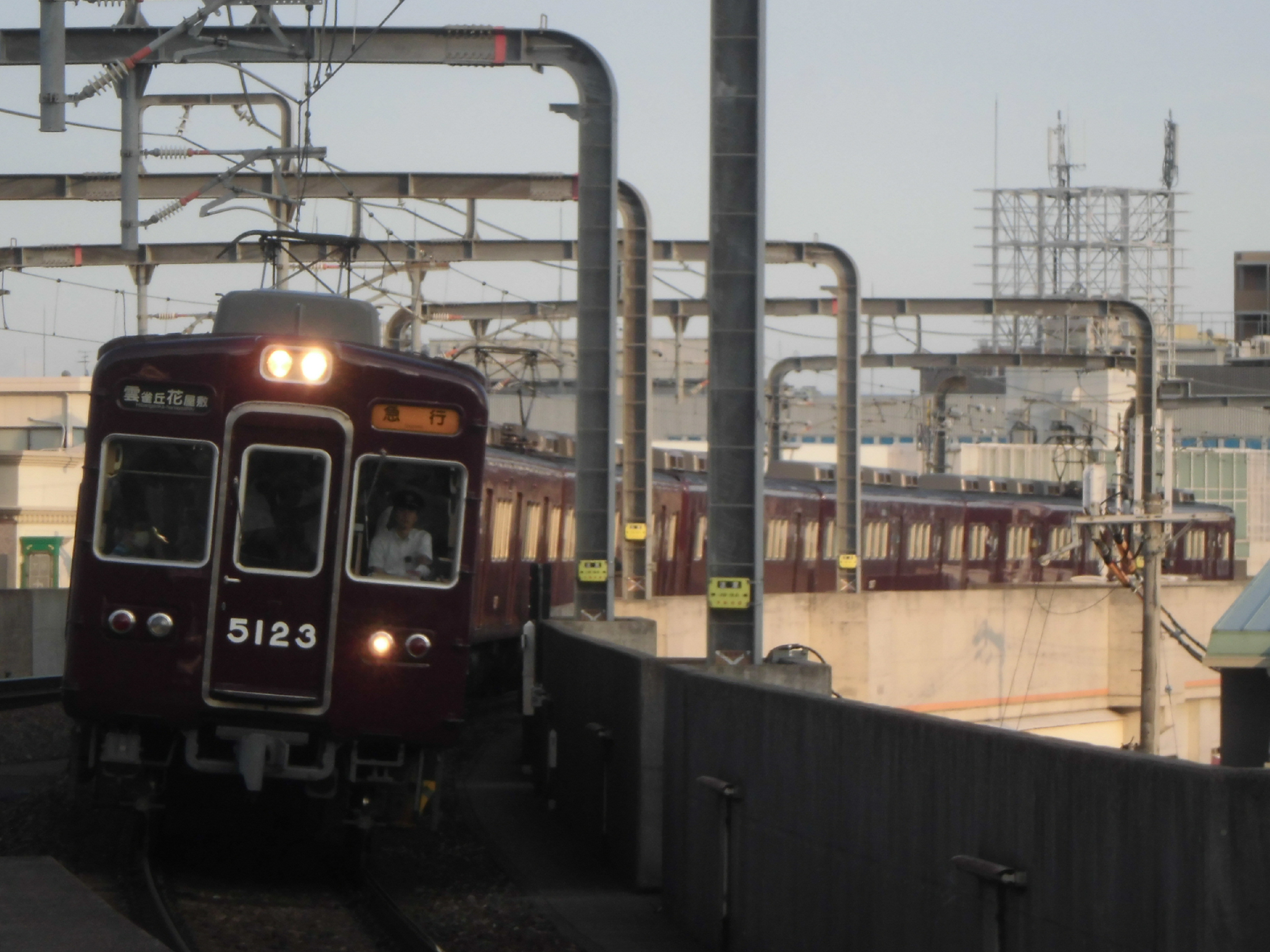
5106Fの宝塚線急行（2019年）

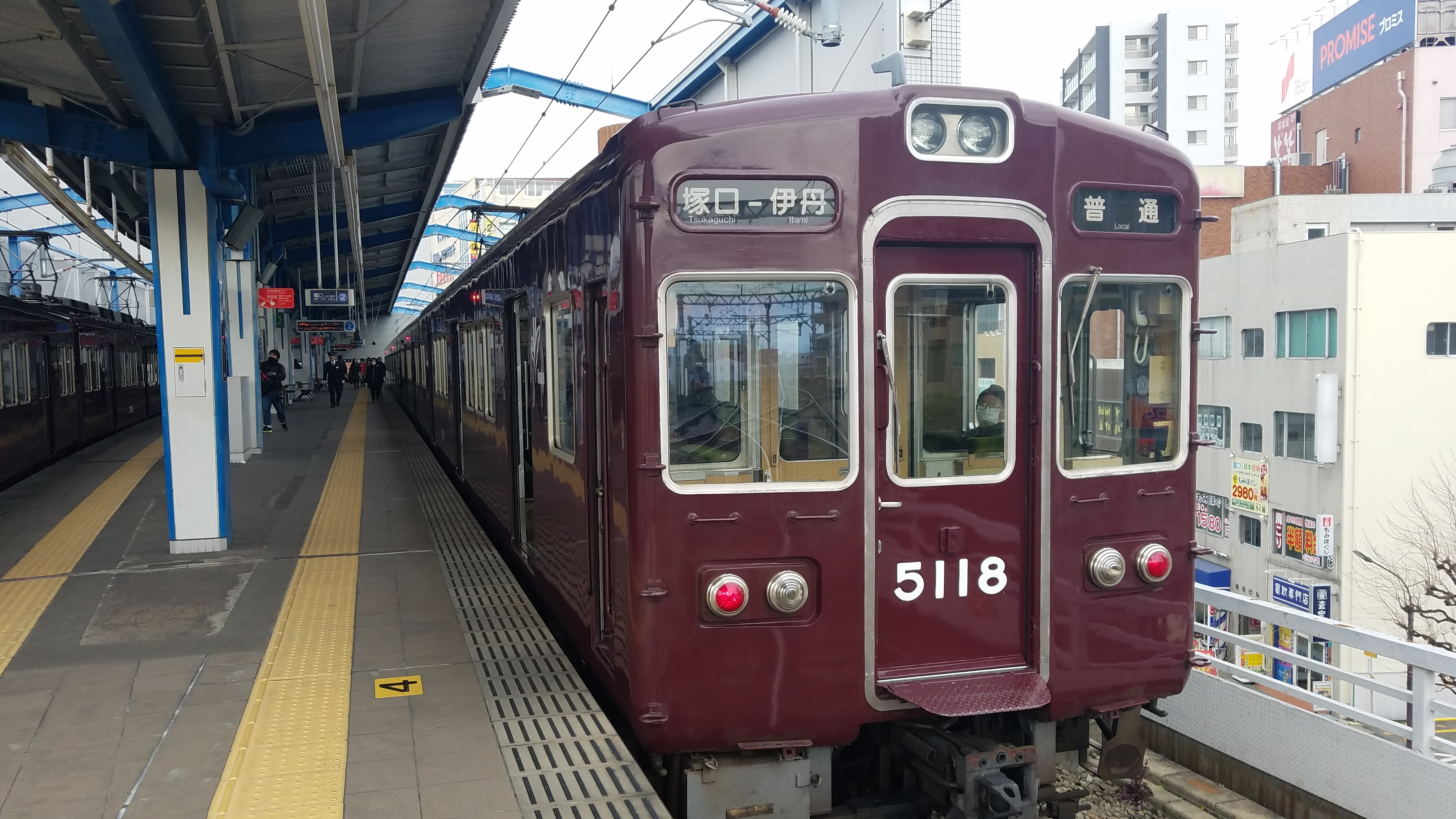
5118Fの伊丹線普通（2018年）

京都線には7両編成2本（5100F・5104F）、5両編成1本 (5144F) が配置された。神戸線には6両編成2本(5140F・5128F)を配置、宝塚線には5102Fが7両編成で投入され、5106F・5108Fが8両編成で製造された。
京都線では2800系が冷房改造工事中であったため、7両編成は特急にも充当された。5両編成は京都線の普通列車で当時唯一の冷房車であった。標識板掛けは車体側が神宝線仕様（車体側が袋状）のため、従来の標識板に京都線仕様のL字金具のアダプタを介して取り付けるか、全面統一までの準備のため先行して製作された神宝線仕様の京都線の標識版を使用するかのいずれかで対応した（京都線の他車は、L字金具の先端に袋状のアダプタを取り付けて両方に対応）。2800系の冷房改造進捗と京都線用新製冷房車5300系の投入に伴い、翌1972年には5100系の京都線運用が終了した。5104Fと5144Fは神戸線に、5100Fは宝塚線に転出した。
1972年に京都線の5104Fと5144Fが神戸線に転入し、5140Fは8両編成化のうえで連結解放運用の対象車となった。また宝塚線所属の5100系を8両編成化する際の編成替えで5128Fが分割され、5128Fと5130Fの2本となり、さらに5132Fが7両編成で製造された結果、1974年には神戸線所属の5100系は6編成となり、特急から普通までの全種別で使用されていた。宝塚線では1972年に京都線から5100Fが転入し、1973年には5136Fが、翌年には5146Fが製造され、この時点で5100・5102・5106・5108・5136・5146の6編成が所属していた。
1976年には、5128Fに新造の5650形2両（5681・5683）を組み込み宝塚線へ転出し、1978年には5132Fにも5650形1両を組み込んで8両編成化のうえ宝塚線に転出したが、この編成は翌年には神戸線に戻り、5682-5671の2両を外した6両編成として使用された。
1982年3月、阪急初の10両編成運転が宝塚線で開始され、5100系による10両編成の運用を開始した。朝ラッシュ時の雲雀丘花屋敷 - 梅田間で運転の急行のうち2列車が10両編成で運転され、後に4列車に増加した。朝ラッシュ時以外は増結車を切り離して8両編成で運用された。地上駅時代の川西能勢口駅ではホーム延伸が不可能なため大阪方2両がドアカットされたが、1992年12月の上り高架ホーム完成で解消された。
宝塚線での10両編成運転開始に際しては1982年に神戸線より5140F・5144Fが転入し、1988年には10両編成運転増発のために神戸線より5104Fと5130Fが転入、神戸線所属の5100系は5132Fの1本のみとなったが、1989年に、元々この編成の一員であった5682・5671を組み込んで宝塚線に転出し、全車宝塚線に集結した。8両編成は Mc-T-T-M'c+Mc-T-T-M'c が通常であるが、5136Fの8両編成は宝塚方2両が増結車としても使用され、編成も Mc-T-T-M'c+T-T+Mc-M'c と特殊な組成となった。
1997年、宝塚線への8040形投入に伴う編成変更で余剰となった5118Fが6両編成で今津（北）線に転属した。線内の普通運用のほか、神戸本線でも西宮北口発梅田行き急行とその折返しの梅田発今津線経由宝塚行き準急に充当されていた。2000年には5140Fに交替したが、2002年には、5000系のリニューアルによる5650形の捻出に伴い宝塚線に転出した。また、増結運用の減少に伴って、6M2Tの8両編成も登場し、1997年3月に5104F、2000年9月に5106F、2001年2月に5108F、2002年8月に5128Fがそれぞれ4＋2＋2両の編成に組み替えられた(5128Fは先述のリニューアル工事で4M4Tに戻った）。
2000年より始まった5000系のリフレッシュ工事に際し、5000系編成中に組み込まれている老朽化した2000系列付随車に代わって、5650形付随車が5000系に編入されている。
2007年には5102Fが今津（北）線に転属した。宝塚側に5118F4両編成（5118-5676-5655-5113）と連結している。
2016年6月に宝塚線の8両編成のうち5132Fが分割され、5132Fと5134Fの4両編成2本で箕面線内運用に入っている。3000系は箕面線用としての配置がなくなり、8両編成の5100系は4本に減少した。
2024年現在、神戸線に2両編成1本2両、宝塚線に8両編成3本24両と4両編成2本8両の計34両、能勢電鉄に4両編成5本・2両編成2本の計24両が在籍している。神戸線の5000系編入車は5002Fに組み込まれている5572のみが残存しており、今津北線で運用されている。

## 廃車
2014年2月14日には、長年休車となっていた5112が本系列初の廃車となった。続いて長期休車となっていた5103・5119が2014年9月19日付けで3000系3076Fとともに廃車となった。
2014年から2016年にかけて、宝塚線の1000系車両の投入に伴い、5136F・5146F・5108Fの8両編成×3本が能勢電鉄に譲渡され、4両編成5本と2両編成2本となった。これにより同数の1500系全車が廃車となった。
2019年には、7005F+7090F(元6050F)の今津北線転属に伴い、同線で運用されていた5102F+5118Fのうち、5102F(5102-5131)が正雀車庫で休車となった。
2020年に宝塚線6000系6001F(4両)が伊丹線に転属し、2019年から専属で運用されてきた5118Fが2020年10月22日付けで廃車された。これにより神戸線系統のマルーン一色(屋根付近にアイボリーが塗られていない)の車両は消滅したことになる。
このほか、2016年から2020年にかけて、5000系の6両編成化と今津北線転属に伴い、5572号車以外の5000系編入車両の16両が廃車された。
また、2022年12月17日のダイヤ改正より休車になっていた5100Fが、2023年6月に編成単位で廃車となった。

## 50周年関連
2021年、5100系の誕生50年を迎えた記念として、5100Fに旧社章貼付、両先頭車（5100、5115）にヘッドマーク取付、車内にプレートを設置した記念列車が2021年7月27日から運行され、各種記念グッズも販売された。ヘッドマークは11月30日（火）まで取り付けられ、そのほかの装飾は次回検査まで掲出される予定だったが、2022年12月17日以降運用に入らないまま廃車回送されたので、実質期間は2022年12月16日までであった。

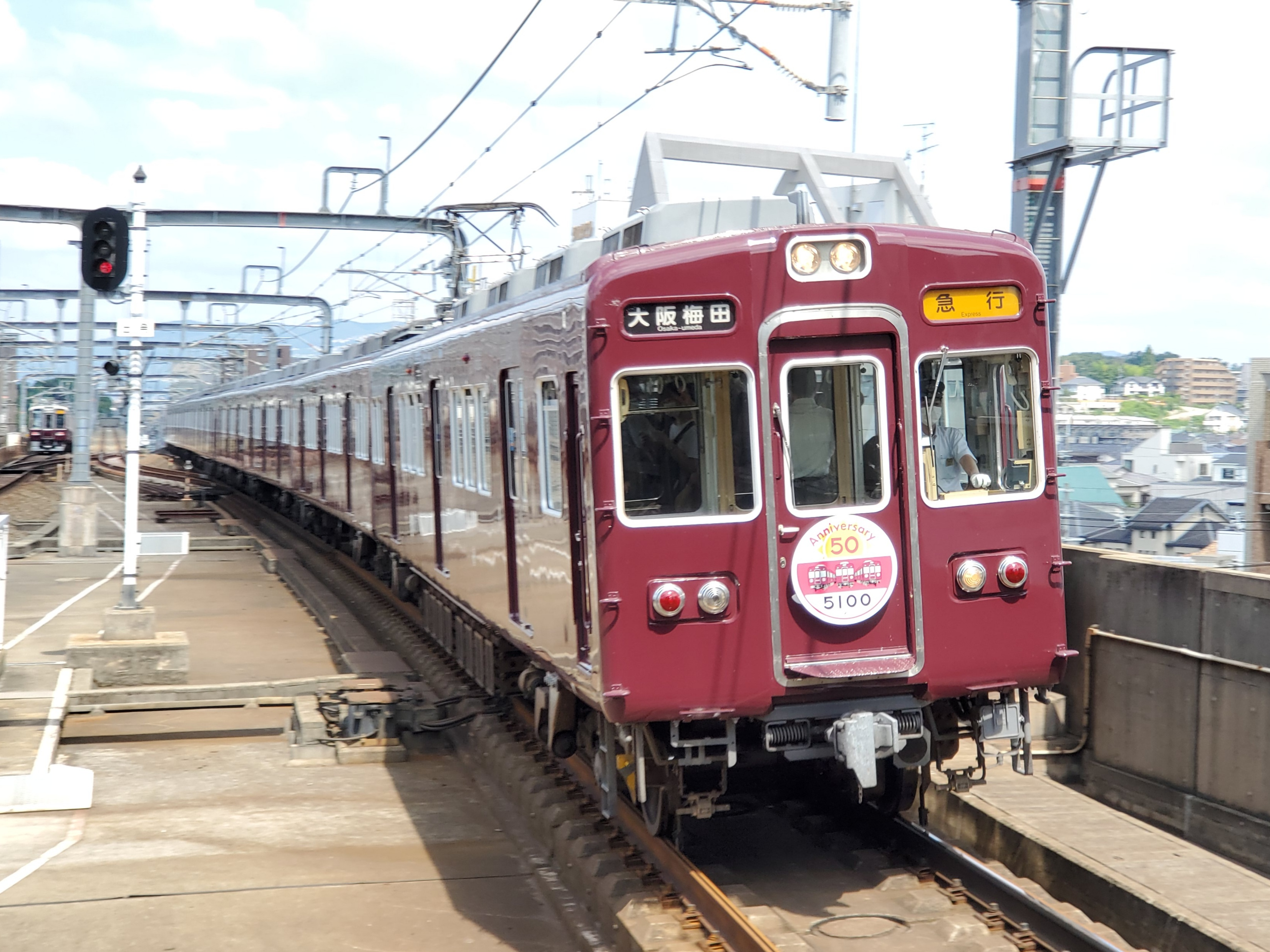
豊中駅に入線する50周年記念列車の5100F
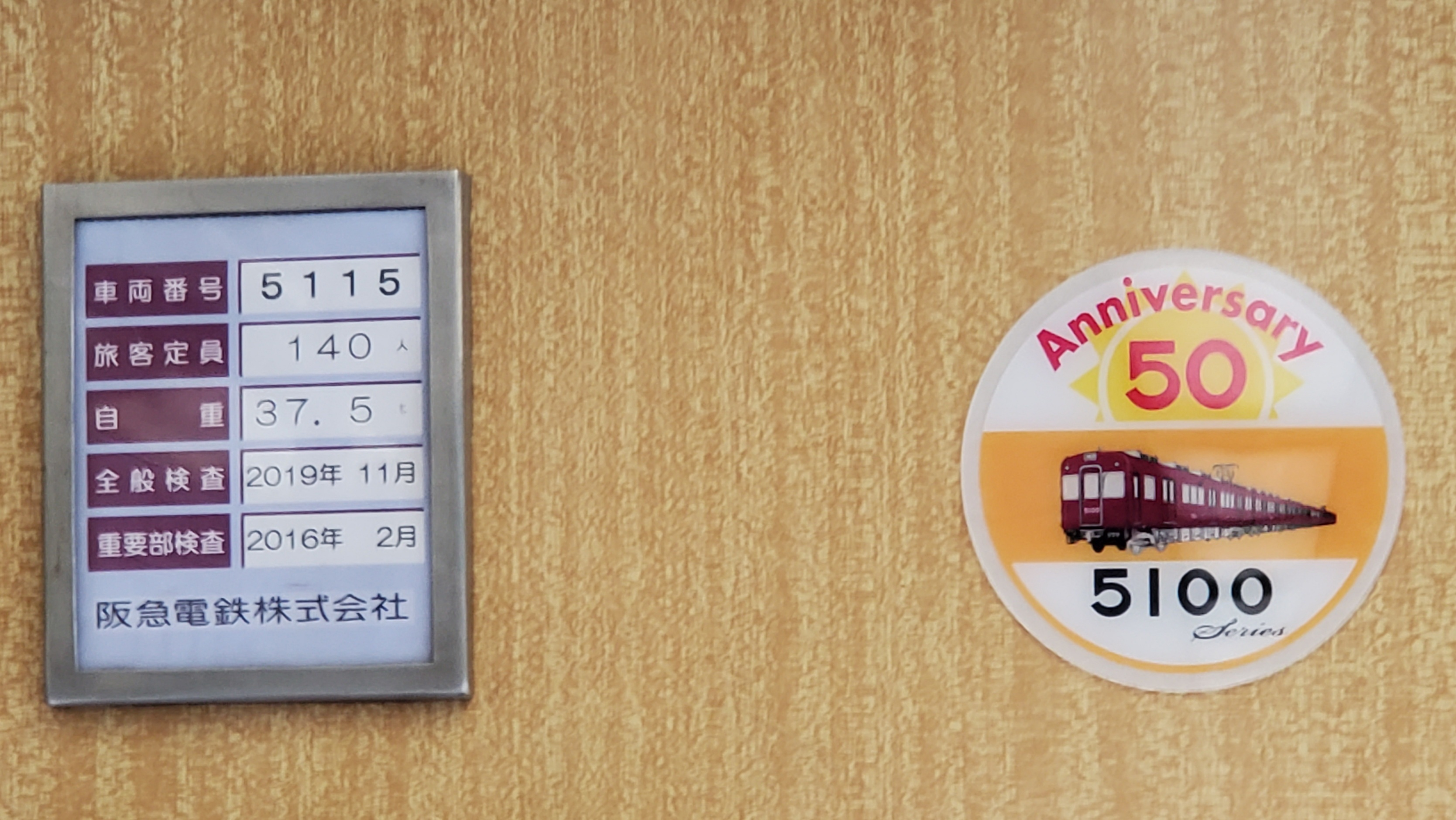
車内の50周年記念プレート

## 編成表
cは中間運転台の位置を、oは運転台撤去跡の位置を指す。*はパンタグラフ2基搭載車。

### 1990年
1990年4月1日現在。
| ← 梅田宝塚 → | ← 梅田宝塚 → | ← 梅田宝塚 → | ← 梅田宝塚 → | ← 梅田宝塚 → | ← 梅田宝塚 → | ← 梅田宝塚 → | ← 梅田宝塚 → | 備考 |
| Mc           | T            | T            | M'c          | Mc           | T            | T            | M'c          |      |
| 5100         | 5650         | 5651         | 5101 c       | c 5114       | 5664         | 5665         | 5145         |      |
| 5102         | 5652         | 5653         | 5103 c       | c 5112       | 5662         | 5663         | 5143         |      |
| 5104         | 5654         | 5685         | 5105 c       | c 5130       | 5680         | 5672         | 5131         |      |
| 5106         | 5656         | 5657         | 5107 c       | c 5116       | 5666         | 5667         | 5117         |      |
| 5108         | 5658         | 5659         | 5109 c       | c 5142       | 5668         | 5669         | 5141         |      |
| 5128         | 5678         | 5683         | 5129 c       | c 5120       | 5670         | 5681         | 5121         |      |
| 5132*        | 5674         | 5671         | 5133 c       | c 5134*      | 5684         | 5682         | 5135         |      |
| 5140         | 5660         | 5661         | 5111 c       | c 5144       | 5676         | 5655         | 5127         |      |
| 5146*        | 5690         | 5677         | 5147 c       | c 5148*      | 5692         | 5679         | 5149         |      |
| Mc           | T            | T            | M'c          | T            | T            | Mc           | M'c          |      |
| 5136*        | 5686         | 5673         | 5137 c       | 5688         | 5675         | c 5138*      | 5139         |      |

| ← 梅田宝塚 → | ← 梅田宝塚 → | 備考 |
| Mc           | M'c          |      |
| 5110         | 5113         |      |
| 5118         | 5119         |      |
| 5122         | 5123         |      |
| 5124         | 5125         |      |
| 5126         | 5115         |      |

### 1999年
1999年10月1日現在。一部付随車の5000系への編入前。
| ← 梅田宝塚 → | ← 梅田宝塚 → | ← 梅田宝塚 → | ← 梅田宝塚 → | ← 梅田宝塚 → | ← 梅田宝塚 → | ← 梅田宝塚 → | ← 梅田宝塚 → | 備考 |
| Mc           | T            | T            | M'c          | Mc           | T            | T            | M'c          |      |
| 5100         | 5650         | 5651         | 5101 c       | c 5114       | 5664         | 5665         | 5115         |      |
| 5102         | 5652         | 5653         | 5103 c       | c 5112       | 5662         | 5663         | 5113         |      |
| 5106         | 5656         | 5657         | 5107 c       | c 5116       | 5666         | 5667         | 5117         |      |
| 5108         | 5658         | 5659         | 5109 c       | c 5142       | 5668         | 5669         | 5141         |      |
| 5128         | 5678         | 5683         | 5129 c       | c 5120       | 5670         | 5681         | 5121         |      |
| 5132*        | 5674         | 5671         | 5133 c       | c 5134*      | 5682         | 5684         | 5135         |      |
| 5140         | 5660         | 5661         | 5111 c       | c 5144       | 5676         | 5655         | 5127         |      |
| 5146*        | 5690         | 5677         | 5147 c       | c 5148*      | 5692         | 5679         | 5149         |      |
| Mc           | T            | T            | M'c          | T            | T            | Mc           | M'c          |      |
| 5136*        | 5686         | 5673         | 5137 c       | 5688         | 5675         | c 5138*      | 5139         |      |
| Mc           | T            | T            | M'c          | Mc           | M'c          | Mc           | M'c          |      |
| 5104         | 5654         | 5685         | 5105 c       | c 5110       | 5143 c       | c 5126       | 5145         |      |

| ← 西宮北口宝塚 → | ← 西宮北口宝塚 → | ← 西宮北口宝塚 → | ← 西宮北口宝塚 → | ← 西宮北口宝塚 → | ← 西宮北口宝塚 → | 備考 |
| Mc               | T                | T                | M'c              | Mc               | M'c              |      |
| 5118             | 5680             | 5672             | 5131 c           | c 5130           | 5119             |      |

| ← 梅田宝塚 → | ← 梅田宝塚 → | 備考 |
| Mc           | M'c          |      |
| 5122         | 5123         |      |
| 5124         | 5125         |      |

### 2012年
2012年4月1日現在。5000系のリニューアル終了後、一部能勢電鉄譲渡前の編成。
| ← 梅田宝塚 → | ← 梅田宝塚 → | ← 梅田宝塚 → | ← 梅田宝塚 → | ← 梅田宝塚 → | ← 梅田宝塚 → | ← 梅田宝塚 → | ← 梅田宝塚 → | 備考                                           |
| Mc           | T            | T            | M'c          | Mc           | To           | To           | M'c          |                                                |
| 5100         | 5650         | 5651         | 5101 c       | c 5114       | 5761 o       | o 5794       | 5115         |                                                |
| Mc           | T            | T            | M'c          | Mc           | M'c          | Mc           | M'c          |                                                |
| 5104         | 5654         | 5685         | 5105 c       | c 5110       | 5143 c       | c 5126       | 5145         |                                                |
| 5106         | 5656         | 5657         | 5107 c       | c 5116       | 5117 c       | c 5122       | 5123         |                                                |
| 5108         | 5658         | 5659         | 5109 c       | c 5142       | 5141 c       | c 5124       | 5125         | 2015年12月26日付で能勢電鉄へ譲渡               |
| Mc           | T            | T            | M'c          | Mc           | T            | T            | M'c          |                                                |
| 5128         | 5678         | 5683         | 5127 c       | c 5140       | 5779         | 5770         | 5121         | リニューアル車                                 |
| Mc           | T            | T            | M'c          | Mc           | T            | T            | M'c          |                                                |
| 5132*        | 5674         | 5682         | 5133 c       | c 5134*      | 5684         | 5671         | 5135         |                                                |
| 5136*        | 5686         | 5673         | 5137 c       | c 5138*      | 5688         | 5675         | 5139         | 2014年7月12日付で能勢電鉄へ譲渡                |
| 5146*        | 5690         | 5677         | 5147 c       | c 5148*      | 5692         | 5679         | 5149         | リニューアル車 2015年8月22日付で能勢電鉄へ譲渡 |

| ← 西宮北口宝塚 → | ← 西宮北口宝塚 → | ← 西宮北口宝塚 → | ← 西宮北口宝塚 → | ← 西宮北口宝塚 → | ← 西宮北口宝塚 → | 備考 |
| Mc               | M'c              | Mc               | T                | T                | M'c              |      |
| 5102             | 5131 c           | c 5118           | 5676             | 5655             | 5113             |      |

| ← 梅田 | 廃車          | 備考 |
| Mc     |               |      |
| 5112   | 2014年2月14日 | 休車 |
| M'c    |               |      |
| 5103   | 2014年9月19日 | 休車 |
| 5119   | 2014年9月19日 | 休車 |

### 2020年
2020年7月1日現在。
| ← 大阪梅田宝塚 → | ← 大阪梅田宝塚 → | ← 大阪梅田宝塚 → | ← 大阪梅田宝塚 → | ← 大阪梅田宝塚 → | ← 大阪梅田宝塚 → | ← 大阪梅田宝塚 → | ← 大阪梅田宝塚 → | 備考           |
| Mc               | T                | T                | M'c              | Mc               | To               | To               | M'c              |                |
| 5100             | 5650             | 5651             | 5101 c           | c 5114           | 5761 o           | o 5794           | 5115             |                |
| Mc               | T                | T                | M'c              | Mc               | M'c              | Mc               | M'c              |                |
| 5104             | 5654             | 5685             | 5105 c           | c 5110           | 5143 c           | c 5126           | 5145             |                |
| 5106             | 5656             | 5657             | 5107 c           | c 5116           | 5117 c           | c 5122           | 5123             |                |
| Mc               | T                | T                | M'c              | Mc               | T                | T                | M'c              |                |
| 5128             | 5678             | 5683             | 5127 c           | c 5140           | 5779             | 5770             | 5121             | リニューアル車 |

| ← 塚口伊丹 → | ← 塚口伊丹 → | ← 塚口伊丹 → | ← 塚口伊丹 → | 廃車           | 備考 |
| Mc           | T            | T            | M'c          |                |      |
| 5118         | 5676         | 5655         | 5113         | 2020年9月3日付 |      |

| ← 石橋阪大前箕面 → | ← 石橋阪大前箕面 → | ← 石橋阪大前箕面 → | ← 石橋阪大前箕面 → | 備考 |
| Mc                 | T                  | T                  | M'c                |      |
| 5132*              | 5674               | 5682               | 5133               |      |
| 5134*              | 5684               | 5671               | 5135               |      |

| ← 大阪梅田 | ← 大阪梅田 | 備考 |
| Mc         | M'c        |      |
| 5102       | 5131       | 休車 |

### 2023年
2023年4月1日現在。5100F廃車前。
| ← 大阪梅田宝塚 → | ← 大阪梅田宝塚 → | ← 大阪梅田宝塚 → | ← 大阪梅田宝塚 → | ← 大阪梅田宝塚 → | ← 大阪梅田宝塚 → | ← 大阪梅田宝塚 → | ← 大阪梅田宝塚 → | 廃車            | 備考           |
| Mc               | T                | T                | M'c              | Mc               | To               | To               | M'c              |                 |                |
| 5100             | 5650             | 5651             | 5101 c           | c 5114           | 5761 o           | o 5794           | 5115             | 2023年5月26日付 |                |
| Mc               | T                | T                | M'c              | Mc               | M'c              | Mc               | M'c              |                 |                |
| 5104             | 5654             | 5685             | 5105 c           | c 5110           | 5143 c           | c 5126           | 5145             |                 |                |
| 5106             | 5656             | 5657             | 5107 c           | c 5116           | 5117 c           | c 5122           | 5123             |                 |                |
| Mc               | T                | T                | M'c              | Mc               | T                | T                | M'c              |                 |                |
| 5128             | 5678             | 5683             | 5127 c           | c 5140           | 5779             | 5770             | 5121             |                 | リニューアル車 |

| ← 石橋阪大前箕面 → | ← 石橋阪大前箕面 → | ← 石橋阪大前箕面 → | ← 石橋阪大前箕面 → | 備考 |
| Mc                 | T                  | T                  | M'c                |      |
| 5132*              | 5674               | 5682               | 5133               |      |
| 5134*              | 5684               | 5671               | 5135               |      |

| ← 大阪梅田 | ← 大阪梅田 | 備考 |
| Mc         | M'c        |      |
| 5102       | 5131       | 休車 |

## 能勢電鉄5100系
5100系は2014年より能勢電鉄へ譲渡され、製造から50年以上が経過した1500系の4両編成5本・2両編成2本の24両全車を置き換えることとなった。譲渡に伴う改造は阪神車両メンテナンスで行われ、2015年3月16日より営業運転が開始された。導入当初は、「オールドルーキー」の愛称が付けられた。なお、1700系の置き換え用に更なる譲受が計画されていたが、消費電力量の面での課題から、1700系の代替車両は阪急7000系・6000系を種車とした7200系に変更された。

### 改造工事

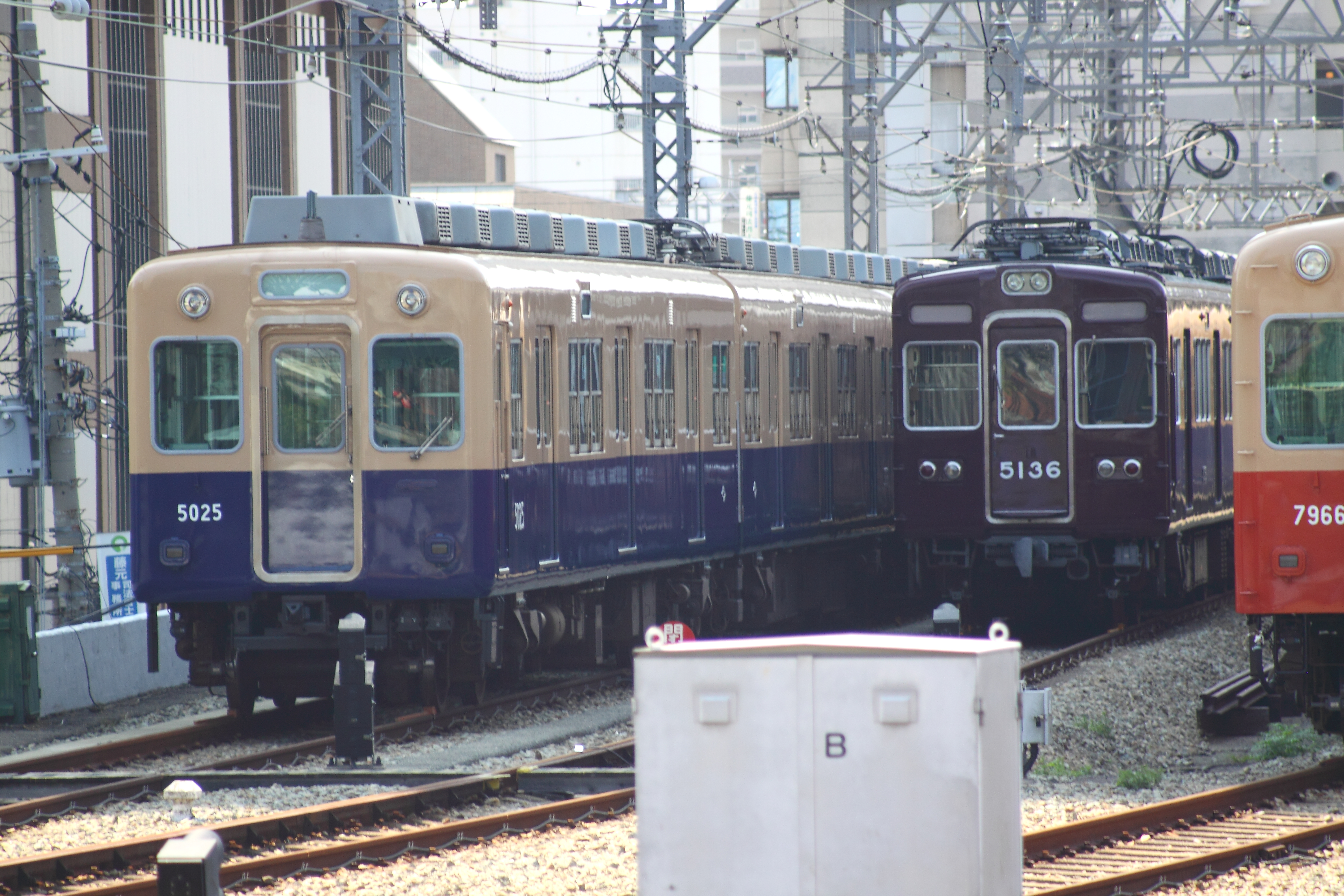
阪神尼崎駅に回送された5136F

2014年7月13日に5136Fの8両が改造工事のため西宮北口から新開地駅経由で阪神電気鉄道の尼崎駅へ回送された。尼崎への回送時点で能勢電鉄に譲渡済みであったが、鉄道ファンの間では「阪急電車が阪神の線路を走った」として話題になった。
4両編成の5136F・5138Fとして竣工し、2015年1月12日未明に西宮車庫まで回送された。
2015年8月23日には5146Fが阪神尼崎駅へ回送され、2016年に営業運転を開始した。
譲渡にあたり、以下の内容で転用改造が施された。

#### 外装
- 前面の行先表示器設置（5138・5147・5148・5109・5142）
- 前面・側面の行先表示が幕方式から8色セレクトLEDに変更（5136F・5138F・5146F・5148F）
- 両先頭車両にスカート設置

2016年導入の2両編成は復刻塗装となり、5142Fは1500系入線当初のマルーン+ベージュ、5124Fは50形の白と青のツートンカラーとなった。ただし、両編成とも2023年7月に復刻塗装での運転を終了し、マルーン一色へ変更された。

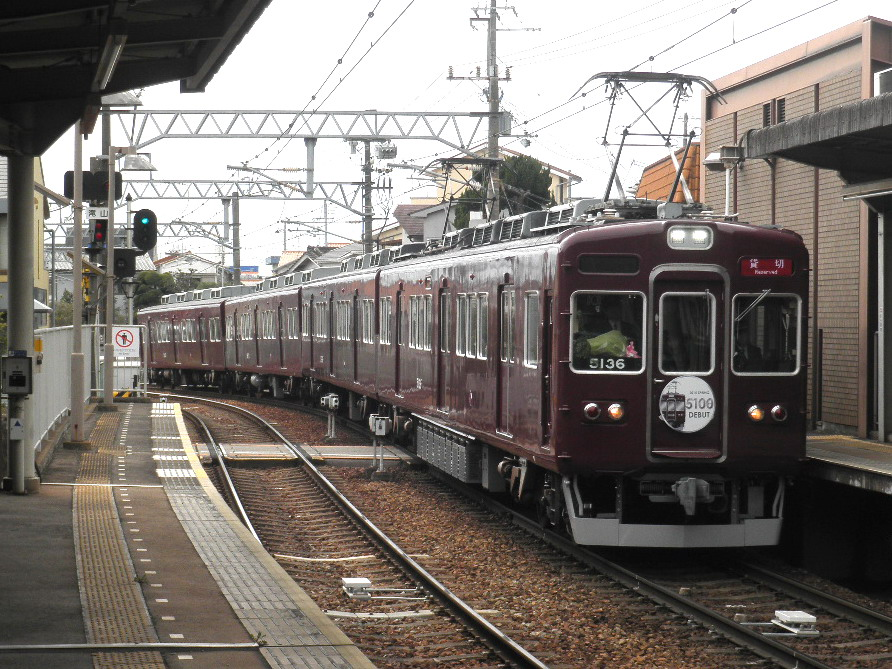
5136Fの試乗会貸切列車
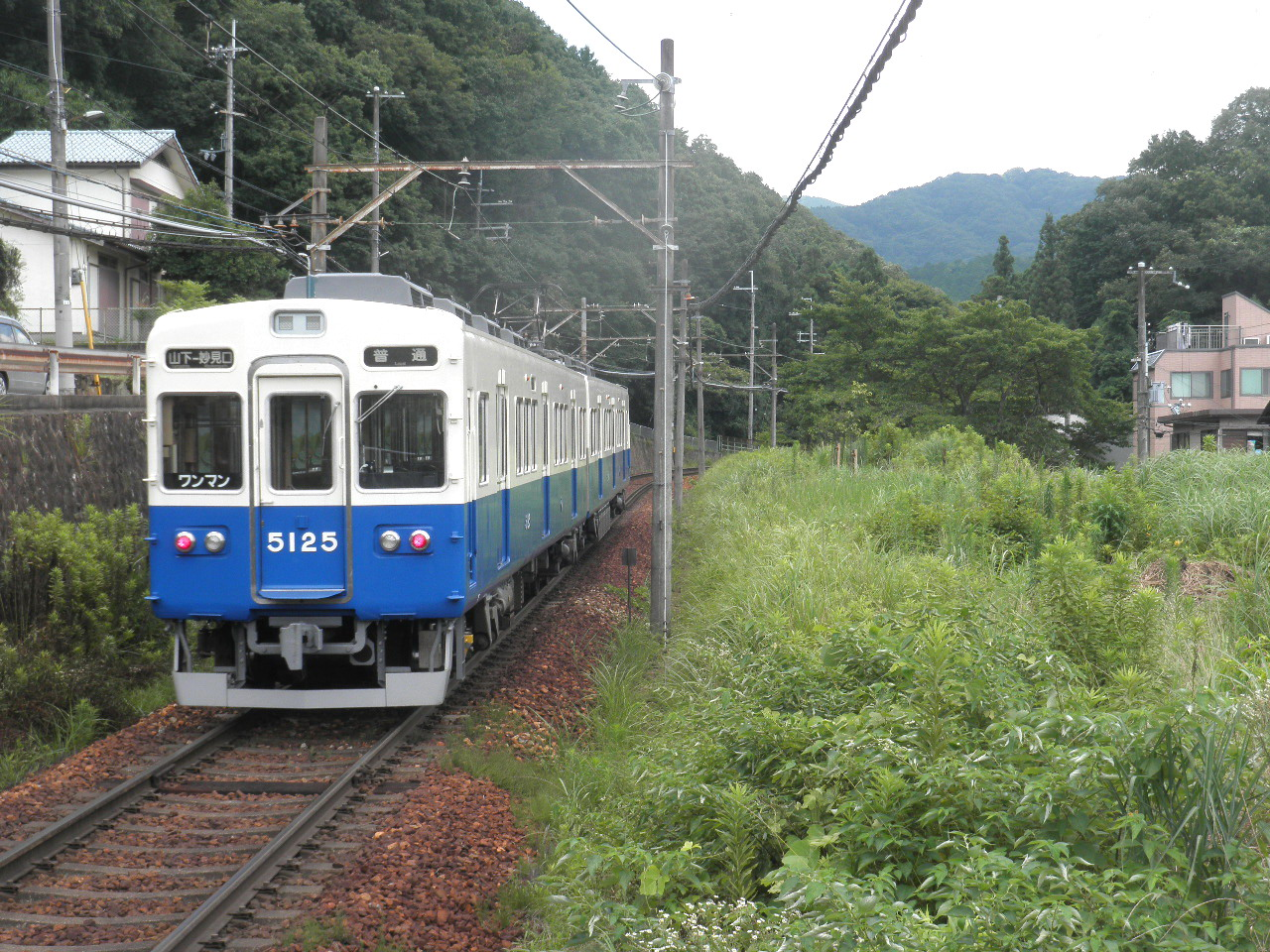
50形復刻塗装の5124F
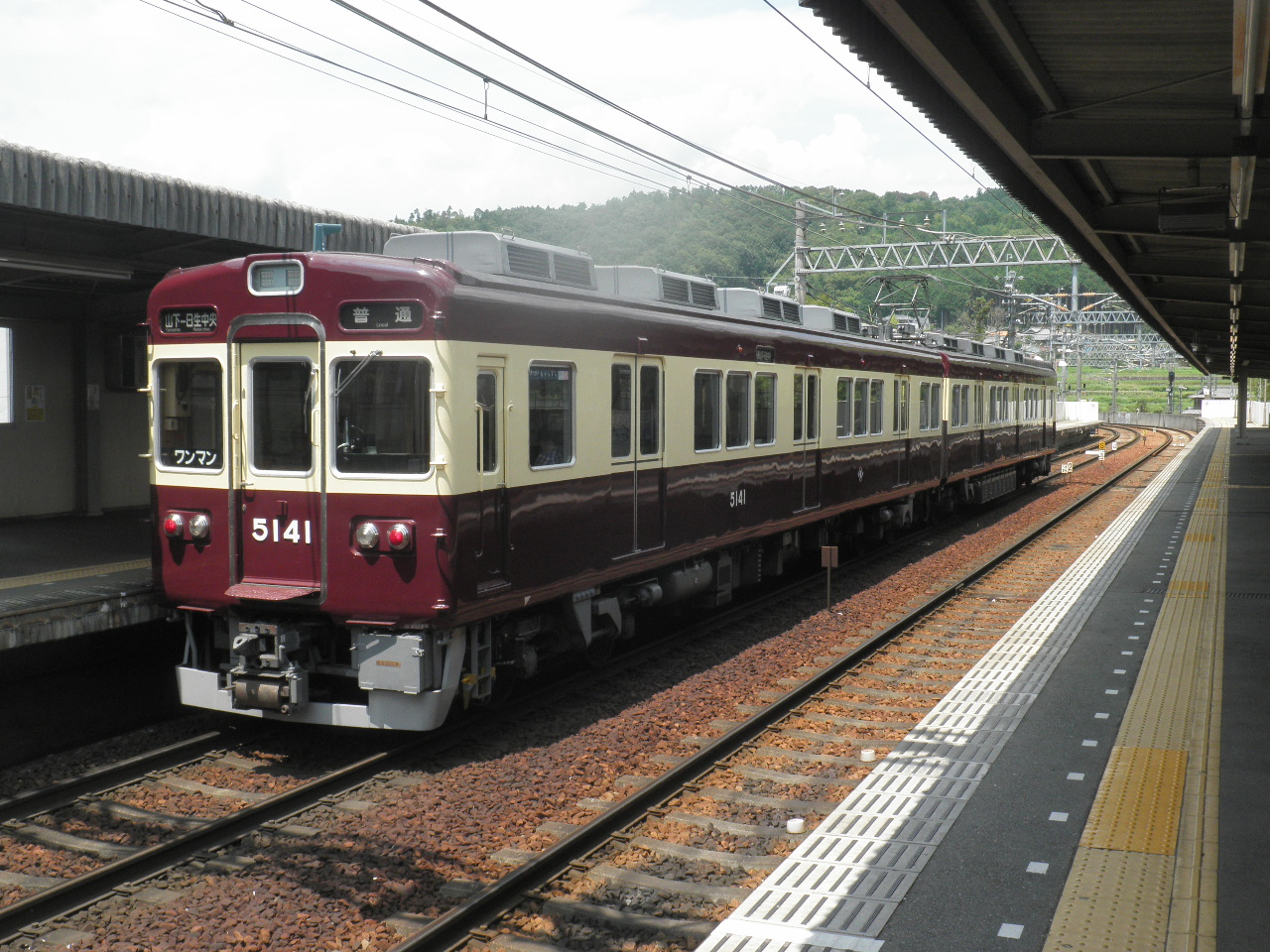
1500系復刻塗装の5142F

#### 内装
- 両先頭車両に車椅子スペース設置[注 6]
- 運転台にTrainNaviおよびワンマン運転用の機器を搭載
- 戸開閉予告灯設置（5146F・5148Fは阪急時代から設置済）
- 阪神車両メンテナンスの改造年度のプレートを設置
- 日よけカーテンの柄を能勢電鉄沿線の風景に変更（5108F・5136F・5138Fと5146F・5148Fではデザインが異なるほか、2連の5124F・5142Fもまた異なるデザインを採用している）
- 中間車両にAC電源コンセント設置（5146F・5148F・5108Fのみ、イベント列車用）
- 2両固定編成の5124Fと5142Fの化粧板張り替え（阪急時代よりも濃い色調のものになった。ただし、5146F・5148Fとは図柄が異なる）

その他、5136F・5138F・5146F・5148Fは車内にLED式案内表示器が設置されているが、これは阪急時代に施行されている。5108F・5142F・5124Fには設置されていない。

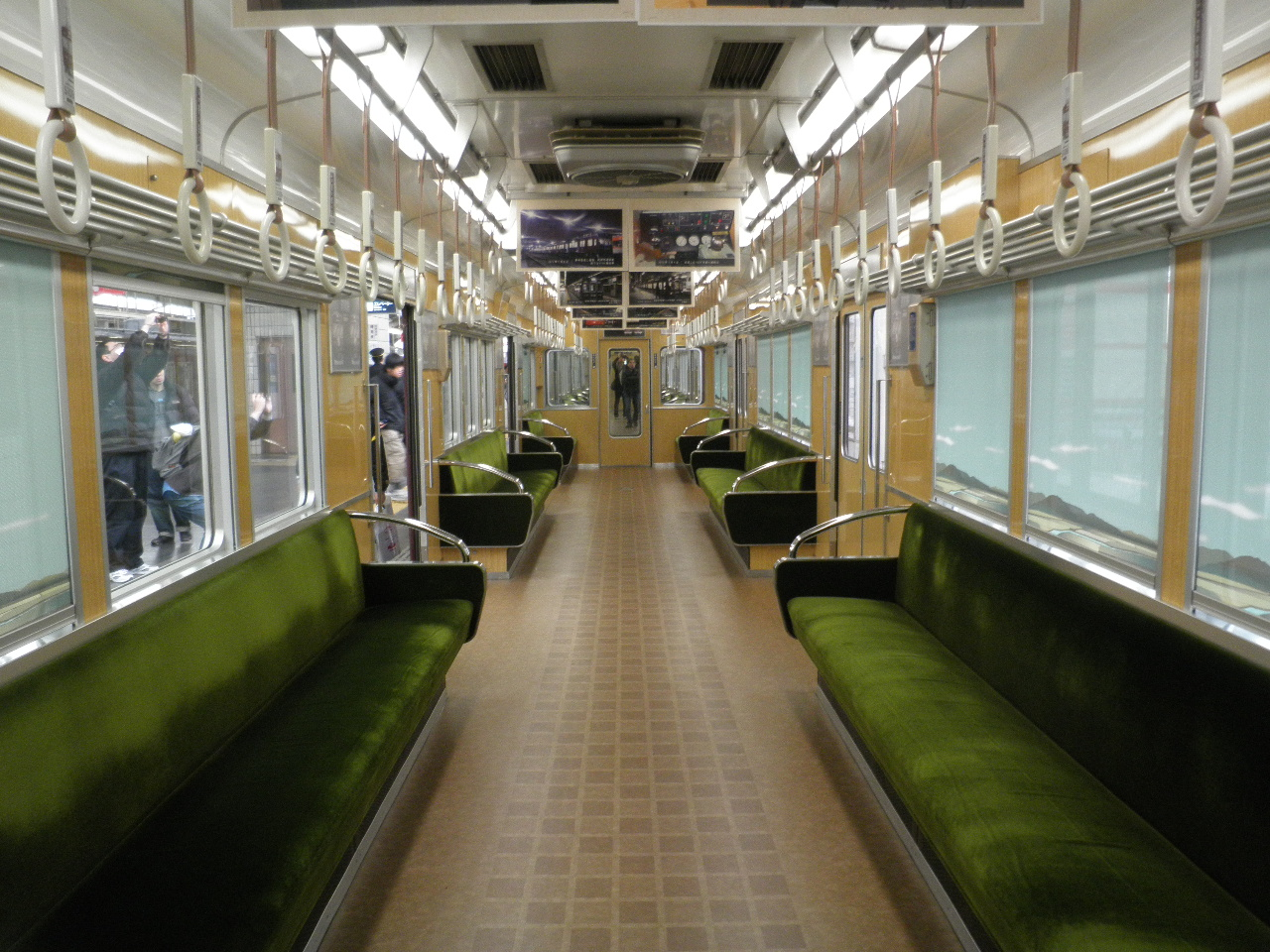
能勢電鉄に譲渡された5136Fの車内
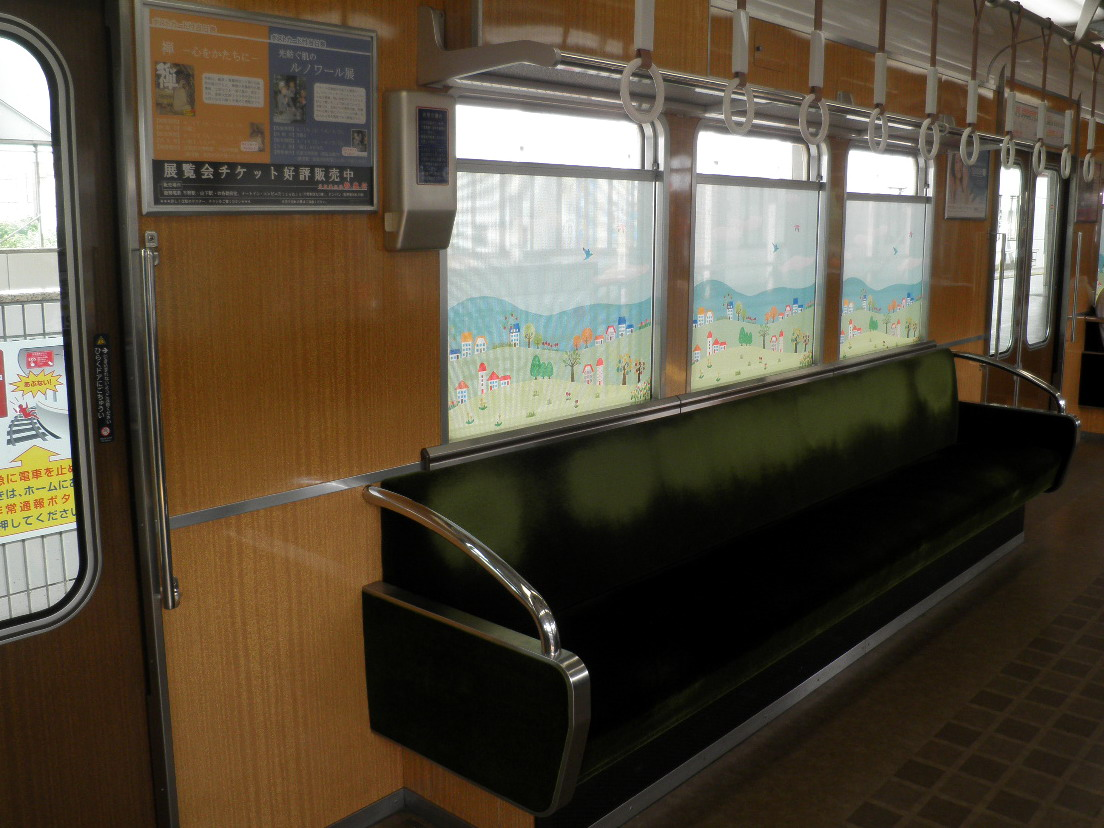
5146・5148Fでは日除けカーテンのデザインが変わった
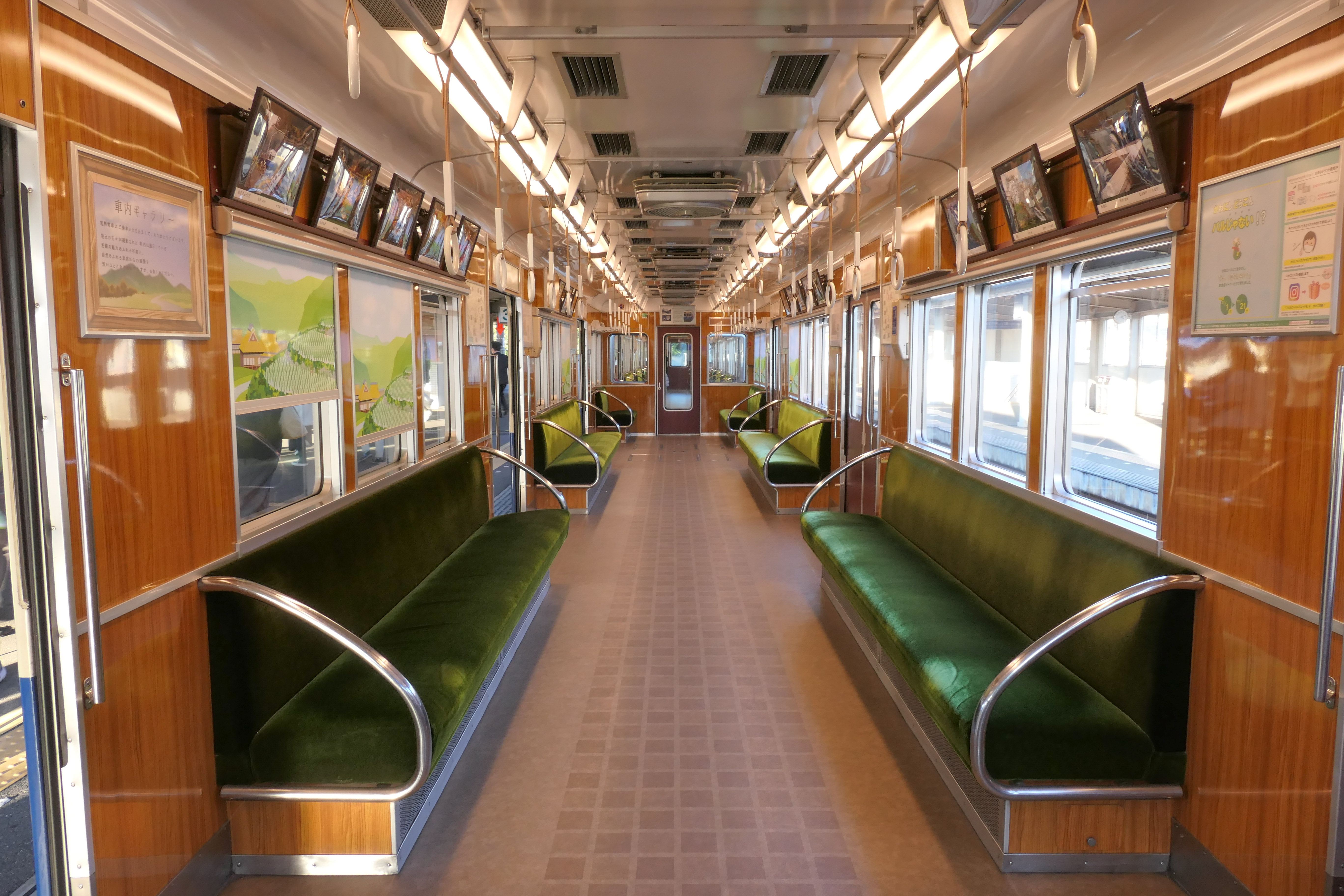
2両編成の5124Fと5142Fは化粧板の色・図柄が異なる
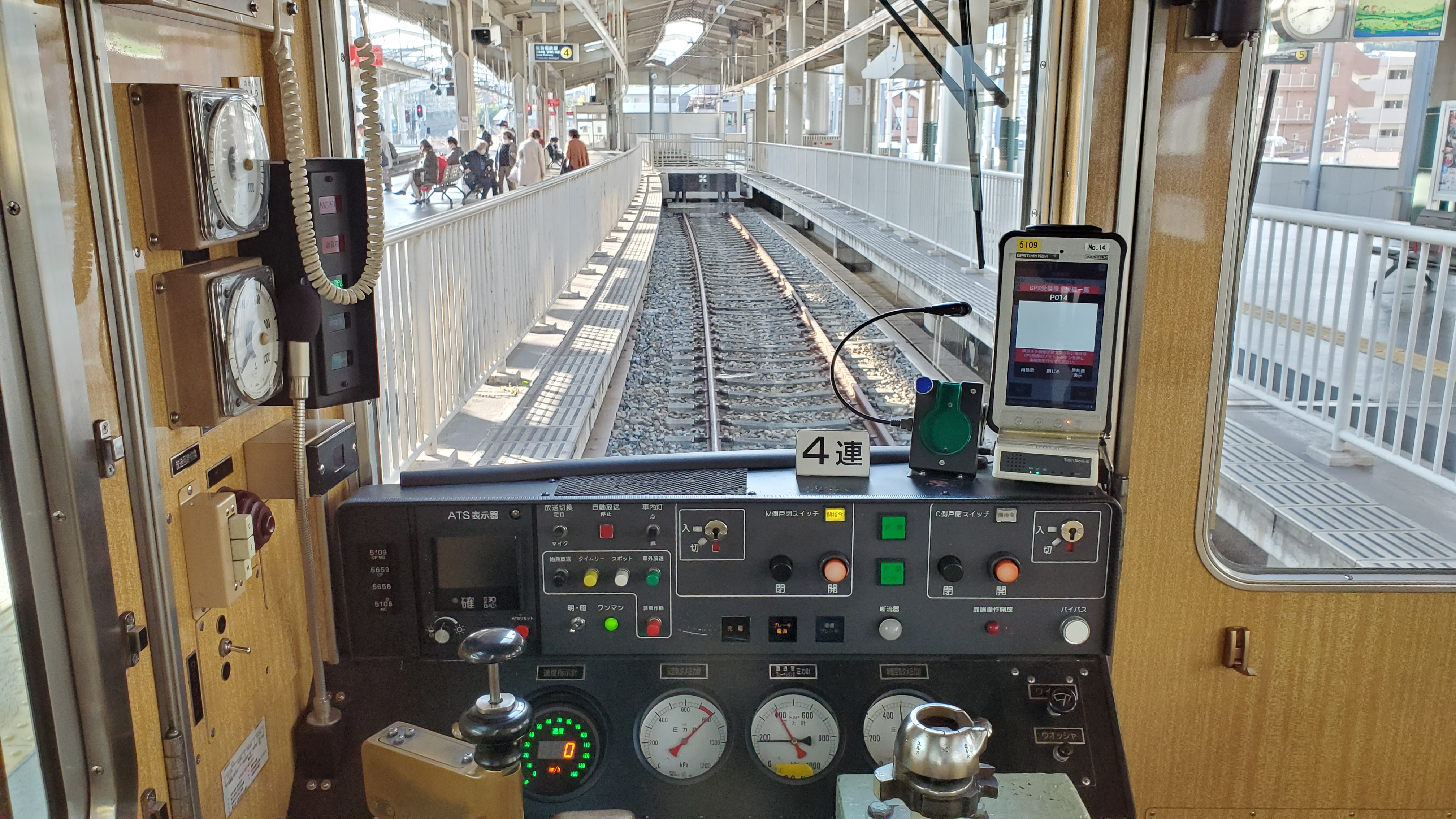
5108Fの運転台 阪急時代からスタフ台、確認灯類が撤去されて、 ATSとそれらをまとめたワンマン装置が載っている。

### 編成
2017年4月1日現在。表内の「*」はパンタグラフ2基搭載車。
| ← 妙見口・日生中央川西能勢口 → | ← 妙見口・日生中央川西能勢口 → | ← 妙見口・日生中央川西能勢口 → | ← 妙見口・日生中央川西能勢口 → | 営業運転開始  | 行先表示 | 備考 |
| Mc                             | T                              | T                              | M'c                            |               |          |      |
| 5108                           | 5658                           | 5659                           | 5109                           | 2016年6月6日  | 幕式     |      |
| 5136*                          | 5686                           | 5673                           | 5137                           | 2015年3月16日 | LED式    |      |
| 5138*                          | 5688                           | 5675                           | 5139                           | 2015年3月16日 | LED式    |      |
| 5146*                          | 5690                           | 5677                           | 5147                           | 2016年1月18日 | LED式    |      |
| 5148*                          | 5692                           | 5679                           | 5149                           | 2016年1月25日 | LED式    |      |

| ← 妙見・日生 | ← 妙見・日生 | 営業運転開始  | 行先表示 | 備考 |
| Mc           | M'c          |               |          |      |
| 5124         | 5125         | 2016年6月23日 | 幕式     |      |
| 5142         | 5141         | 2016年6月16日 | 幕式     |      |